# Nationale Volksarmee
Pour les articles homonymes, voir Armée populaire et Armée allemande.

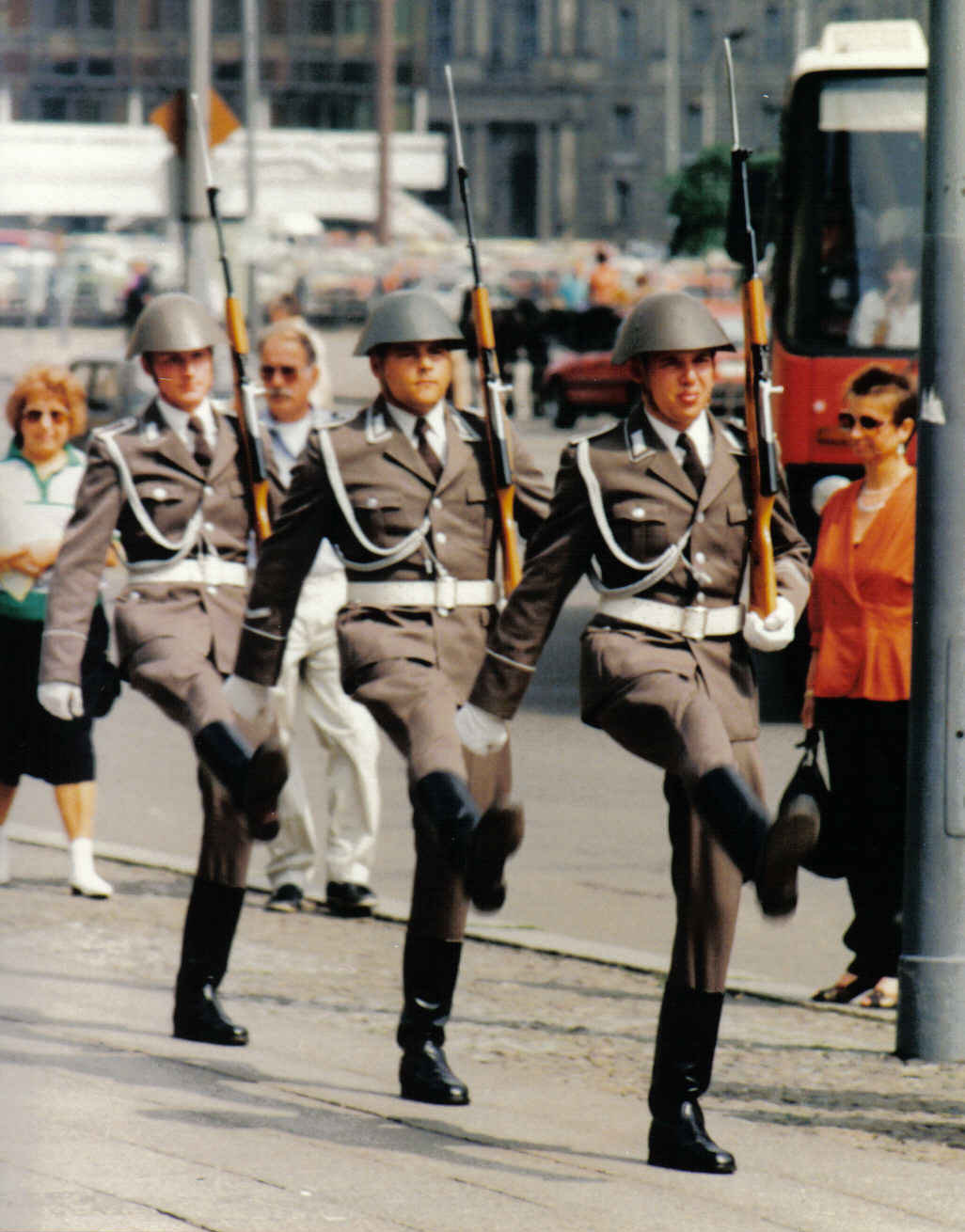
Garde d'honneur du régiment de la garde Friedrich-Engels de la NVA au mémorial des Victimes du fascisme et du militarisme à Berlin, au pas de parade (Exerzierschritt).

La NVA, Nationale Volksarmee, traduit par « Armée populaire nationale », fut de 1956 à 1990 l'armée de la République démocratique allemande (RDA, ou Allemagne de l'Est).

## Histoire
La fondation de la NVA le 18 janvier 1956, après celle de la Bundeswehr (armée de la République fédérale d'Allemagne), fut le point d'orgue d'un développement commencé en 1952 avec la proclamation des « forces armées nationales », et au cours duquel la construction de la « police populaire encasernée »[réf. nécessaire] et des structures fondamentales d'une organisation militaire furent développées. Cette construction s'accomplit dans le cadre du pacte de Varsovie (1955) et sous l'influence de l'Union soviétique. Jusqu'en 1962, la NVA était une armée de volontaires.[réf. nécessaire] Après l'instauration du service militaire obligatoire, l'effectif de la NVA s'éleva à environ 170 000 soldats.
Le SED (Parti communiste) s'était ménagé, au moyen de l'administration politique supérieure et de la structure spécialisée des organisations du Parti, un rôle politique majeur dans l'armée. Les officiers et aspirants étaient, sauf rares exceptions, membres du Parti, et on visait à avoir un pourcentage élevé de membres du Parti parmi les sous-officiers. Le Parti contrôlait des forces paramilitaires tels les « groupes de combat de la classe ouvrière » (Kampfgruppen der Arbeiterklasse).

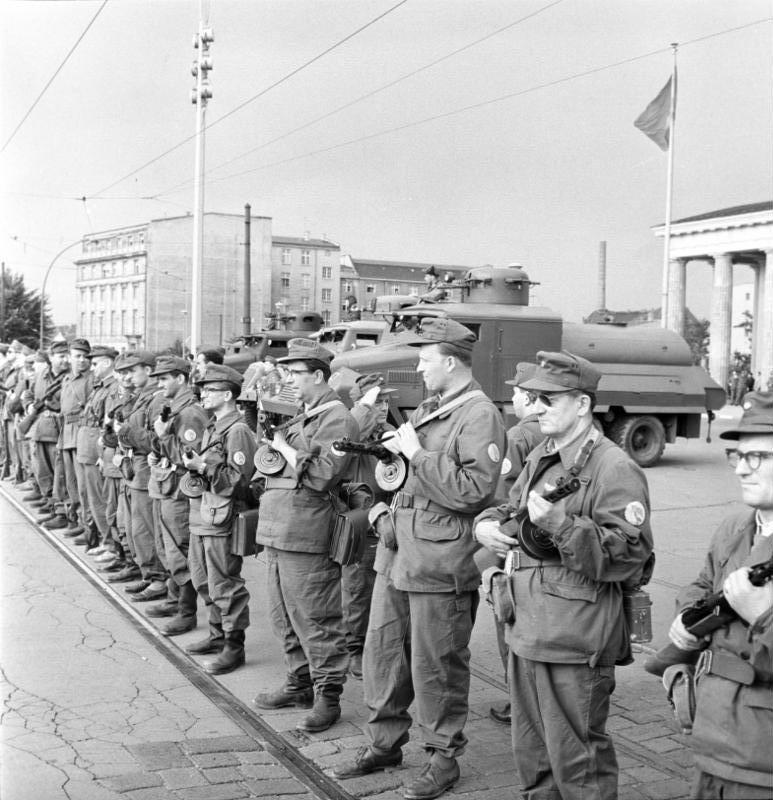
Le 13 août 1961, le mur de Berlin est construit. Cette photo montre des hommes des « groupes de combat de la classe ouvrière » (Kampfgruppen der Arbeiterklasse), organisation paramilitaire est-allemande, sur le côté ouest de la porte de Brandebourg qui se tiennent exactement sur la ligne de démarcation.

Selon le Parti, la NVA était en RDA « l'instrument de pouvoir de la classe des travailleurs », pour la protection et la sécurisation des « conquêtes socialistes » devant les attaques de l'extérieur. L'armée populaire servait à la défense de la RDA et des autres pays socialistes liées à elle dans le cadre du Pacte de Varsovie contre d'éventuelles agressions impérialistes. Beaucoup de membres de l'armée étaient honnêtement persuadés de servir leur pays par leur service, et de contribuer par là à la paix mondiale.

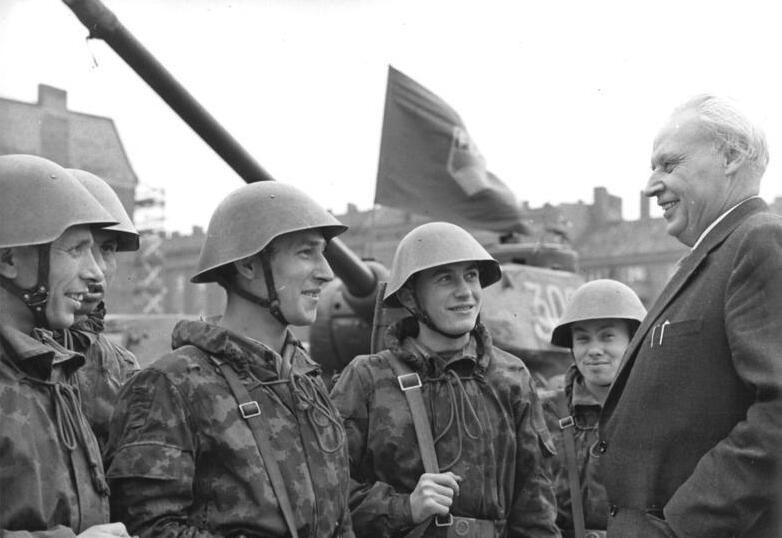
Le casque caractéristique de la NVA de la RDA est en fait repris d'un projet de remplacement du Stahlhelm M1935 élaboré à la fin de la Seconde Guerre mondiale.

La NVA n'a participé à aucune guerre. Des détachements de la NVA ont été prévus en 1968 en vue de l'écrasement du printemps de Prague, mais la NVA n'a pas été immédiatement préparée à une invasion de la Tchécoslovaquie. Il y a eu des plans de faire entrer la 7e division de blindés et la 11e division de chasseurs motorisés en Tchécoslovaquie.
En raison des effets ravageurs que l'on aurait pu attendre sur le plan diplomatique d'une telle mesure, au sein et hors du pacte de Varsovie (cela aurait été la première opération à l'étranger de troupes allemandes depuis la Seconde Guerre mondiale), ces divisions ne furent pas engagées normalement. Elles fournirent une aide logistique pour l'invasion, et restèrent tout près de la frontière, prêtes à intervenir au cas où une révolte populaire échapperait au contrôle des Soviétiques.
Divers officiers de liaison, soldats des transmissions de la NVA, et autres officiers du Ministère de la Sécurité d'État (Stasi) étaient sur place en Tchécoslovaquie sous couverture ou pour assurer les liaisons.
À l’automne 1981, la NVA prit position à la frontière polonaise, afin de pouvoir éventuellement mater un mouvement syndical. Mais l'ordre d'invasion ne fut finalement pas donné.
À plusieurs occasions, la NVA se trouva en état d'alerte renforcée pour une période assez longue, comme en 1961 pendant la construction du mur de Berlin, en 1962, pendant la crise de Cuba, en 1968 pendant l'entrée des troupes soviétiques en Tchécoslovaquie, et pour la dernière fois, à l’automne 1989. Des conseillers est allemands furent parfois envoyé discrètement sur différents théâtre d'opérations, notamment lors de guerres africaines.
En 1990, la NVA fut dissoute et ses bases, installations et armements dévolus à la Bundeswehr. La plupart des bases furent fermées, les armements en partie vendus à d'autres États (par exemple, des blindés à la Turquie, des unités de la marine à l'Indonésie). Une grande partie des sous-officiers et presque tous les officiers furent mis à la retraite, et, en plus, ceux qui furent pris dans la Bundeswehr le furent en règle générale au grade d'adjudant-chef, ce qui représentait pour les officiers une rétrogradation au grade de sous-officier. En tout ne furent pris que 3 200 des 36 000 officiers qui restaient.
En général, jusqu'au 1er mars 2005 (??), le temps de service effectué dans la NVA fut validé en tant que « services dans les armées étrangères ». À présent, la terminologie est « services hors de la Bundeswehr ». Il est interdit aux anciens membres de la NVA de se prévaloir dans la Bundeswehr de leur dernier grade avec la mention (« e.R. » - "en réserve"), pratique considérée par divers groupes comme discriminatoire.

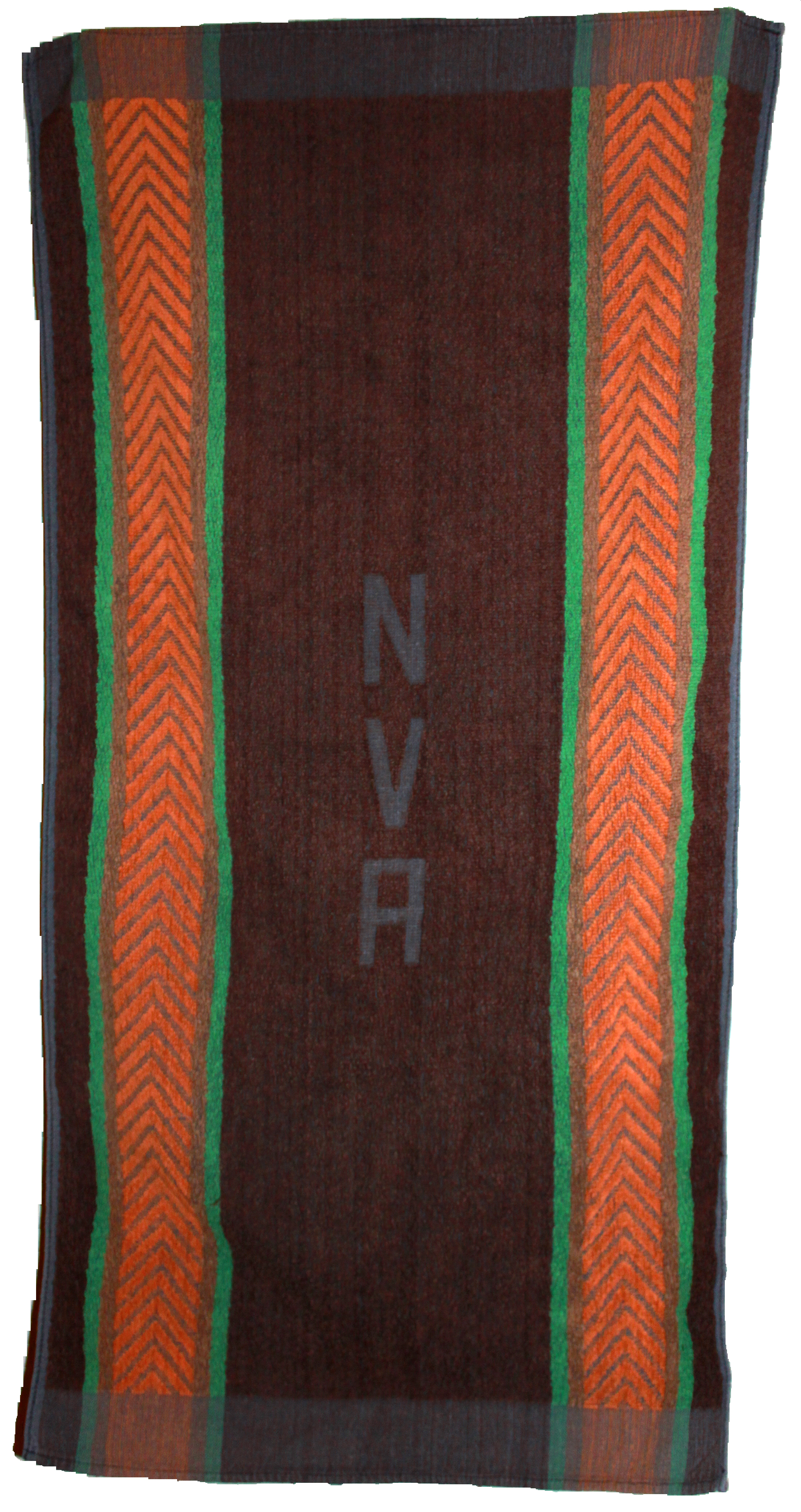
Une serviette de bain de la Nationale Volksarmee (NVA).

## Organisation et matériels

### Forces terrestres de la République Démocratique Allemande
Effectif : 116 000 hommes dont 69 000 appelés (en 1983).

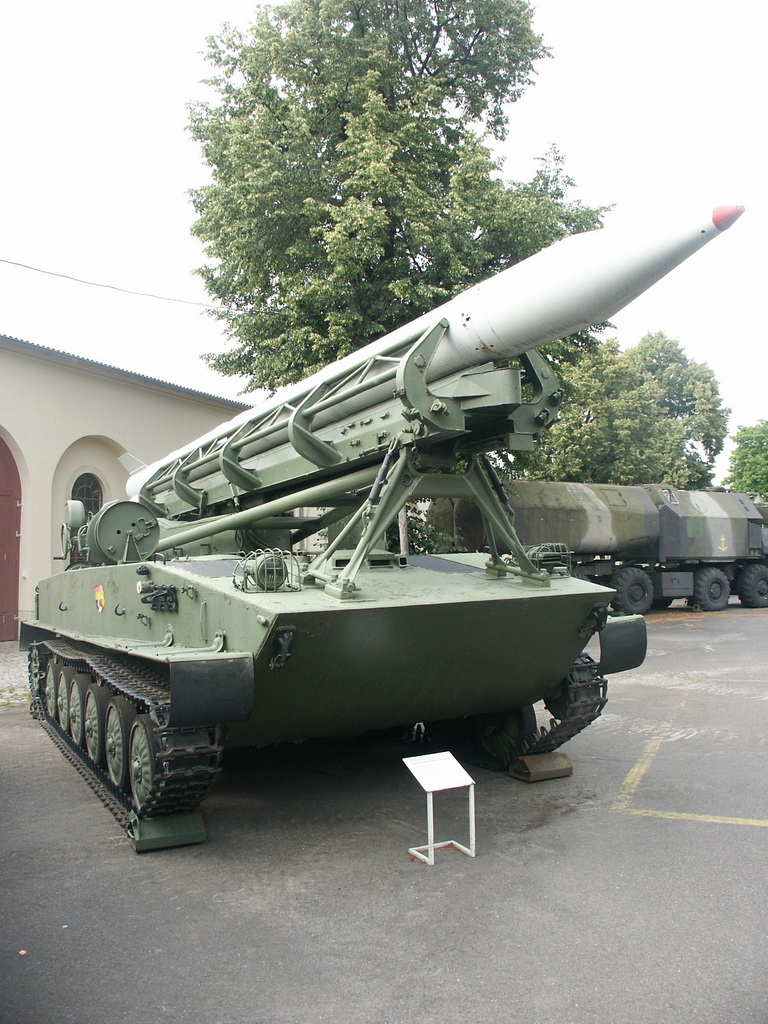
Lance-missile Frog.

Forces (en 1983) : deux divisions blindées ( 7. Panzerdivision (NVA) (de) et 9. Panzerdivision (NVA) (de) Heinz Hoffmann ), quatre divisions d’infanterie motorisées, deux brigades de missiles sol-sol équipés de Scud, deux régiments d’artillerie, deux régiment d’artillerie anti-aérienne, deux régiments de défense anti-aériennes équipés de missiles sol-air, trois régiments de transmissions, trois régiments de génie, un régiment de construction de chemin de fer, deux bataillons antichars, un régiment aéroporté.
Liste succincte des matériels utilisés par la Nationale Volksarmee de 1956 à 1990  :
- Blindés : T-54, T-55, T-72, BMP-1, BRDM-2, BTR-50, BTR-60, BTR-70.

- Artillerie : canon M-46, obusier ML-20, mortier 82-BM-37 (en), canons antichars de 100 mm BS-3 M1944 et de 107 mm B-11, canon automoteur 2S3 Akatsiya, LRM RM-70, missiles sol-sol 9K52 Luna-M et Scud-B.
- Défense antiaérienne : ZPU-4, ZSU-23-4, S-200.

- Armes individuelles : pistolet Tokarev TT 33, fusil SVD Dragounov, lance-roquettes RPG-5[2].

À la fin des années 1980, elle perçoit secrètement, avec les armées tchécoslovaques et bulgares, des missiles balistiques OTR-23 Oka - 120 au total pour ces trois pays ,.

### Forces aériennes de la république démocratique allemande en 1983

Emblème de l'aviation de la RDA.

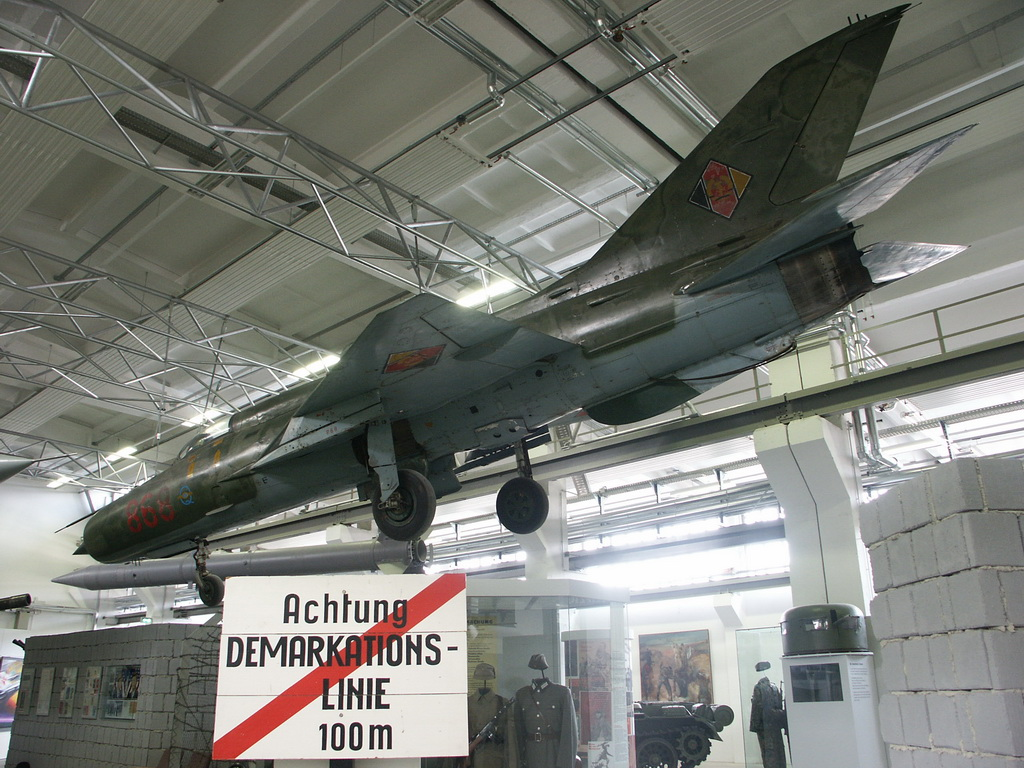
MiG-21 est-allemand dans un musée de Dresde.

Effectif : 37 000 hommes dont deux bataillons de parachutistes et 15 000 appelés, 359 avions de combat.
Types d’appareil : dix-huit escadrons de chasse dotés de trois cents MiG-21 F et MiG-23. Quatre escadrons de chasseurs d’attaque au sol dotés de trente-cinq MiG-17 et douze MiG-23 (MiG-23BN ?). Un escadron de reconnaissance avec douze MiG-21. Un régiment de transport avec vingt Il-14, quinze Tu-134, des An-2 et An-14. Six escadrons d’hélicoptères dotés de soixante Mi-2 et Mi-4, quantante-cinq Mi-8 et trente Mi-24.
Unités d’entraînement : une cinquantaine d’appareils de types Yak-11, L-39, Zlin 226 et MiG-15UTI.
Défense antiaérienne : trente sites de lancement groupant deux cents rampes de missiles SA-2 Guideline et SA-3 Goa.
Réserves : 30 000 hommes.

### Marine de la république démocratique allemande en 1983
Effectifs : 14 000 hommes dont 8 000 appelés.

Drapeau de la marine.

Flotte de combat : deux frégates à vocation anti-sous-marine de classe Koni, huit corvettes ASM de classe Parchim, six corvettes ASM de classe Hai 3, quinze patrouilleurs lance-missiles Osa 1, quarante-neuf vedettes lance-torpilles, quarante-six dragueurs de mines.
Flotte amphibie : douze grands bâtiments de débarquement de chars de combat.
Aéronautique navale : huit hélicoptères Mi-14, vingt et un Mi-8
Réserves : 25 000 hommes.

## Utilisation du matériel de la NVA après 1991
En ce qui concerne la formation et l'équipement, la NVA était considérée comme l'une des plus puissantes du pacte de Varsovie. Elle disposait d'un grand nombre de systèmes d'armes, la plupart d'origine soviétique. Une petite partie d'entre eux fut rendue à l'Union soviétique en 1990.
Mais il restait des stocks gigantesques, en armement et équipement. Il fallut se débarrasser de quantités de pièces détachées, de matériel sanitaire, d'armements NBC, d'appareils d'exercice et de simulateurs, de systèmes de guidage et d'exploration, d'appareils de transmission ou du génie, d'engins de construction, d'habillement, d'équipement individuel, et de tout ce qu'il fallait pour une mobilisation.
Après la réunification allemande, il fallut tout d'abord faire exécuter un inventaire précis, et entreposer en sûreté les armes et matériels par d'anciens membres de la NVA. Pour cela, on fonda la société fédérale « Service de dépôt du matériel » (MDSG) pour la surveillance et l'entreposage du matériel. La MDSG occupait 1 820 collaborateurs, qui furent pour la plupart intégrés à la Bundeswehr. En 1994, cette société fut privatisée. Dans la mesure où ce matériel ne fut pas livré à titre gratuit aux autorités des nouveaux États fédéraux, à d'autres autorités, à des musées, à des pays amis, ou à titre humanitaire à des pays tiers, ou vendu par l'Administration des Domaines, il a été détruit.
Citons : 767 aéronefs (avions et hélicoptères), 208 bateaux, 2 761 chars de combat, 133 900 véhicules sur roues, 2 199 pièces d'artillerie, 1 376 650 armes à feu individuelles, 303 650 tonnes de munitions, 14 335 tonnes de carburants et solvants.
Au début des années 1990, la vente de blindés légers armés SPW 60 (version locale du BTR-60) à la Turquie fit les manchettes de la presse, bien qu'accompagnée de la clause que celles-ci ne seraient pas utilisées dans des conflits internes, par exemple contre les Kurdes.
Mais la traçabilité des matériels de l'ex-NVA ne fut pas toujours assurée. Une partie des versions est-allemandes des SKS, AKM, AK-74 ou PKM furent offerte aux Croates et firent feu durant les guerres de Yougoslavie. C'est ainsi qu'on vit à la télévision, pendant le conflit du Kosovo, des combattants de l'UCK habillés d'uniformes de campagne de la NVA.

## Recrutement
La loi générale du service militaire du 24 janvier 1962 prévoyait un service militaire de base de dix-huit mois. Presque tous les hommes de 18 à 26 ans furent conscrits, et les hommes n'ayant pas servi jusqu'à cette date pouvaient être conscrits jusqu'à 36 ans. D'autres possibilités étaient d'accomplir son service dans les troupes frontalières, dans les unités encasernées de la police populaire (police d'intervention) ou dans le régiment de garde du ministère de la Sûreté d'État.
Un substitut civil au service militaire n'était cependant pas possible. Mais, principalement sous la pression des Églises, il fut créé en 1964 des « unités de construction » au sein de la NVA, où l'on pouvait effectuer son service comme « soldat constructeur » non armé.
Des carrières plus longues étaient offertes comme « sous-officier engagé » (durée normale de trois ans), « sous-officier de carrière » (dix ans), aspirant (quinze ans), « officier engagé » (trois, puis quatre ans), « officier de carrière » (vingt-cinq ans).
Dans les unités navigantes de la Marine, le temps pour les matelots était de trois ans et pour les officiers-mariniers de 4. Pour les unités de parachutistes, elle était de trois ans. En règle générale, c'étaient des soldats ou sous-officiers engagés.
Les femmes volontaires pouvaient avoir des carrières dans la plupart des voies comme sous-officier engagé, sous-officier de carrière, aspirant, et même à partir de 1984 comme officier de carrière, dans la mesure où c'était compatible avec leurs capacités physiques. De façon générale, elles étaient plutôt orientées vers les services de santé ou de l'arrière. Le plus haut grade atteint par une femme fut colonel.

## Structure
Le ministère de la Défense nationale commandait directement les commandements des forces armées de terre, de l'air et de mer, ainsi que des troupes frontalières.
La NVA était toujours étroitement engrenée avec les troupes du groupe des troupes soviétiques en Allemagne (GSSD), nommé en juin 1989 « groupe ouest des troupes » (WGT). Dans les années 1980, celles-ci comprenaient environ 365 000 hommes, 6 000 chars de combat, 9 500 voitures de tir blindées, 650 avions de combat et 700 hélicoptères de combat.
Par ailleurs, les structures, équipements, véhicules et techniques de combat étaient largement d'origine soviétique, et la NVA travaillait en collaboration étroite avec les états-majors soviétiques pour ce qui concernait la conduite des combats et la mobilisation.

### Formation
La formation des officiers se faisait dans les écoles d'officiers des diverses armées.
De plus, il y avait de nombreuses écoles de sous-officiers, dont l'une assurait également la formation des aspirants.
Les cadres sélectionnés pouvaient aussi à partir du milieu des années 1970 être envoyés pour faire directement des études dans les écoles d'officiers d'Union soviétique.
La formation des officiers supérieurs était faite à l'académie militaire de la NVA à Dresde (y compris chaque année dix officiers de la police populaire), et une partie significative des officiers supérieurs de NVA suivaient les cours des académies ou écoles militaires soviétiques, et similaires.

### La politique et la NVA
La NVA, ainsi que le ministère de la Défense nationale entretenait son propre service de renseignements à l'étranger (nommé à la fin « Domaine du renseignement »), qui pratiquait essentiellement l'espionnage militaire en RFA. Ce service secret de la NVA était formellement indépendant du ministère pour la Sécurité d'État (Stasi), mais restait sous le contrôle - comme l'ensemble de la NVA - du département I de la MfS (Sécurité militaire) connue dans la NVA comme « administration 2000 ».
En 1989, cent vingt mille des 2,7 millions de membres ou de candidats au SED servaient dans la NVA et les troupes frontalières. Parmi les simples soldats et caporaux, la proportion du SED était de 6 à 7 %, chez les sous-officiers engagés de 14 %, dans l'ensemble des sous-officiers de 35 %, tandis qu'il montait à 60 % chez les sous-officiers de carrière. De l'effectif total des officiers et aspirants (en 1989 plus de 40 000, en 1990 encore 36 000), les camarades communistes formaient 94 % (y compris les officiers engagés, qui ne comptaient que 90 %). Quatre à cinq pour cent en plus étaient adhérents de partis associés. Les officiers politiques étaient, eux, membres du SED sans exception.
Parmi les officiers de carrière, la part du SED était de 96 %, mais à partir du grade de commandant, elle était de 98-99 %, et à partir de lieutenant-colonel et plus haut de 100 %. Jusqu'en 1989, tous les ministres de la défense ont été membres du Bureau Politique, et chaque général ayant un commandement était membre, ou au moins candidat, du Comité central du SED.

### Anciens cadres de la Wehrmacht dans la NVA
La liste suivante comprend les généraux et amiraux de la NVA qui ont reçu la croix allemande dans la Wehrmacht pendant la Seconde Guerre mondiale avec la date des décorations ainsi que le rang occupé à cette date indiquée après le nom.
- Generalmajor Rudolf Bamler (12 mars 1942 en tant que Oberst)
- Generalmajor Bernhard Bechler (de) (28 janvier 1943 en tant que Major)
- Generalmajor Dr rer. pol. Otto Korfes (de) (11 janvier 1942 en tant que Oberst)
- Generalmajor Arno von Lenski (en) (21 janvier 1943 en tant que Generalmajor)
- Generalleutnant Vincenz Müller (26 janvier 1942 en tant que Oberst i.G.[a])
- Generalmajor Hans Wulz (de) (25 janvier 1943 en tant que Generalmajor)

La liste suivante comprend les généraux et amiraux de la NVA qui ont reçu la croix de chevalier de la croix de fer dans le Wehrmacht pendant la Seconde Guerre mondiale avec la date des décorations ainsi que le rang occupé à cette date indiquée après le nom.
- Generalmajor Wilhelm Adam (de) (17 décembre 1942 en tant que Oberst)
- Generalmajor Dr rer. pol. Otto Korfes (22 janvier 1943 en tant que Generalmajor)
- Generalleutnant Vincenz Müller (7 avril 1944 en tant que Generalleutnant)

## Uniformes
Avec le transfert de la police populaire encasernée (KVP) vers la NVA, les uniformes khakis utilisés jusqu'alors pour la KVP restèrent tout d'abord tels quels. Ils ressemblaient fort par leur coupe et leur couleur à ceux de l'armée soviétique. À la recherche d'une tradition militaire allemande et socialiste, le gouvernement prescrivit bientôt un changement d'apparence. D'abord les unités nouvellement formées reçurent de nouveaux uniformes de sortie, et bientôt, de nouveaux uniformes de service furent distribués. Les vieux uniformes de la KVP furent portés en service jusqu'à la fin des années 1950.
Les nouveaux uniformes ressemblaient beaucoup à ceux des armées du Troisième Reich (Wehrmacht). Ils étaient en drap gris, et de coupe similaire. Toutefois à partir de 1974-1979, on renonça aux cols sombres et rehaussés (sauf pour les manteaux). Le casque aplati typique de la NVA correspondait à un modèle d'essai de l'armée allemande qui avait été mis à l'épreuve à partir de 1943. Bien que ce nouveau modèle montrât une protection de presque 45 % meilleure contre les balles et les éclats, la direction de la Wehrmacht conserva – essentiellement pour des raisons de tradition – le casque modèle 1936 avec son aspect voûté caractéristique (le Stahlhelm), qui ne différait pas essentiellement de l'ancien modèle 1915-1916. Dans la phase terminale de la Seconde Guerre mondiale, il ne parut plus possible d'équiper tous les membres de la Wehrmacht avec le nouveau modèle sans mettre en péril l'uniformité de l'équipement. Réessayé et modifié en 1956-1957 par l'ingénieur Erich Kniesan, le nouveau modèle put être remis aux troupes.
Avec la silhouette traditionnelle, qui, comme le regrettaient certains critiques, ressemblait encore à celle de la Wehrmacht, il s'agissait de souligner le caractère allemand de la NVA, à la suite des instructions de Walter Ulbricht. La NVA devait dans son apparence se différencier consciemment de l'armée de la RFA (jugée par le SED « à la solde des États-Unis »), dont les uniformes des années 1950 reproduisaient la silhouette des troupes américaines.

## Insignes de grade
La réalisation des insignes de grade était aussi traditionnelle (consigne de Walter Ulbricht : «… le grade devra être reconnu exclusivement par les insignes d'épaule... »), avec cependant quelques modifications. C'est ainsi que les galons en angle sur les bras des caporaux et caporaux-chefs furent remplacés par une ou deux tresses transversales sur les épaules. Les tresses de col et d'épaules des sous-officiers furent reprises, contrairement aux derniers usages de la Wehrmacht, comme les étoiles des adjudants, adjudants-chefs et adjudants-majors. Les épaulettes des officiers représentaient une solution de compromis. La forme de base du galon ou de la tresse ainsi que la forme des rangs d'étoiles reprenaient celles de la Reichswehr. Cependant l'arrangement des rangs d'étoiles suivait le modèle de celui des troupes soviétiques - comme celui de toutes les troupes du Pacte de Varsovie (« Bloc de l'Est »).
Avec l'introduction de la structure soviétique des grades pour les officiers, le grade de sous-lieutenant fut réintroduit (il avait été abandonné en Allemagne en 1898). À l'opposé le grade de général de type d'armée (général d'infanterie, d'artillerie, etc.) disparut. Jusqu'alors, il avait figuré au-dessus du grade de général de division. Celui-ci était maintenant immédiatement précédé par général de corps d'armée.
De même, l'introduction de la classe des grades d’aspirant en 1974 a suivi le modèle soviétique, et a été suivie en 1979 par une extension aux grades d'aspirant-chef, aspirant-major et aspirant-major-chef. Ceux-ci se situaient entre les adjudants et les officiers. Leurs insignes de grade consistaient en un galon d'argent sur le tissu de l'épaulette. Pour distinguer entre les divers grades d'aspirant, on a mis des étoiles de grade, disposées en colonne verticale, tout d'abord argentées, puis à partir de 1979 dorées. Les aspirants portaient l'uniforme et l'équipement des officiers, sauf, sur l'uniforme de parade, l'écharpe argentée, le poignard et, à partir de 1977, la fourragère d'officier.
Les insignes d'épaule des lieutenants et des capitaines étaient de simples galons d'argent. L'étoile dorée des sous-lieutenants était centrée sous le bord de l'épaulette. Le sous-lieutenant portait une étoile, le lieutenant deux étoiles en ligne horizontale, et le lieutenant-chef trois étoiles en triangle équilatéral. Le capitaine portait au-dessus de ce triangle une étoile supplémentaire.
Les officiers supérieurs portaient des épaulettes tressées argentées, avec une étoile pour le commandant, deux pour le lieutenant-colonel et trois pour le colonel. Les insignes des généraux étaient deux franges dorées vers l'extérieur, un galon d'argent sur le dessus, et des étoiles dorées alignées verticalement en nombre variable pour les généraux de brigade, de division, de corps d'armée, et d'armée. On n'a jamais oublié le grade de maréchal de la RDA, bien qu'il n'ait jamais été
pourvu. Son insigne aurait été une étoile de style médaille à cinq branches.
| Officiers généraux de la NVA | Officiers généraux de la NVA | Officiers généraux de la NVA | Officiers généraux de la NVA | Officiers généraux de la NVA |
| Marschall der DDR (de)       | Armeegeneral                 | Generaloberst                | Generalleutnant              | Generalmajor                 |
| ---------------------------- | ---------------------------- | ---------------------------- | ---------------------------- | ---------------------------- |
|                              |                              |                              |                              |                              |

| Officiers de la NVA | Officiers de la NVA | Officiers de la NVA | Officiers de la NVA | Officiers de la NVA | Officiers de la NVA | Officiers de la NVA |
| Oberst              | Oberstleutnant      | Major               | Hauptmann           | Oberleutnant        | Leutnant            | Unterleutnant       |
| ------------------- | ------------------- | ------------------- | ------------------- | ------------------- | ------------------- | ------------------- |
|                     |                     |                     |                     |                     |                     |                     |

| Aspirants de la NVA | Aspirants de la NVA | Aspirants de la NVA | Aspirants de la NVA |
| Stabsoberfähnrich   | Stabsfähnrich       | Oberfähnrich        | Fähnrich            |
| ------------------- | ------------------- | ------------------- | ------------------- |
|                     |                     |                     |                     |

| Sous-officiers de la NVA | Sous-officiers de la NVA | Sous-officiers de la NVA | Sous-officiers de la NVA | Sous-officiers de la NVA |
| Stabsfeldwebel           | Oberfeldwebel            | Feldwebel                | Unterfeldwebel           | Unteroffizier            |
| ------------------------ | ------------------------ | ------------------------ | ------------------------ | ------------------------ |
|                          |                          |                          |                          |                          |

| Hommes du rang de la NVA | Hommes du rang de la NVA | Hommes du rang de la NVA |
| Stabsgefreiter           | Gefreiter                | Soldat                   |
| ------------------------ | ------------------------ | ------------------------ |
|                          |                          |                          |

### Couleur des armes
Les couleurs d'armes étaient à l'origine également portées sur les revers de cols, mais plus tard, presque toutes les unités portèrent le col blanc des chasseurs motorisés, à l'exception des troupes frontalières, des parachutistes, des forces aériennes/défense aérienne, qui continuèrent à porter des passepoils de leur arme sur les manchettes, les cols et les coutures de pantalons, contrairement aux passepoils blancs de toutes les autres unités.
Les revers de col de toutes les unités portaient deux tresses étroites pour les petits grades et larges pour les officiers, en tissu puis (pour les officiers) en métal, qui encadraient un fond de la couleur de l'arme respective. Jusqu'à 1976, les revers de manches portaient également de telles plaques de manches.
L'exception était les revers de col de la LSK/LV (forces aériennes) ainsi que ceux des parachutistes : les premiers portaient une aile sur fond bleu. Pour les officiers, ce fond était entouré d'une tresse argentée, et l'aile entourée d'une demi-couronne ou d'une couronne (pour les officiers supérieurs) de feuilles de chêne. Pour les parachutistes, le fond était rouge, et au lieu d'une aile, il y avait un parachute ouvert.
Les couleurs des diverses armes (Waffenfarbe) étaient :
| Landstreitkräfte (Forces terrestres)               | Landstreitkräfte (Forces terrestres) | Landstreitkräfte (Forces terrestres) |
| Grades                                             | Couleur                              | Exemple d'insignes                   |
| -------------------------------------------------- | ------------------------------------ | ------------------------------------ |
| Officiers généraux                                 | Rouge écarlate                       | Colonel general                      |
| Chasseurs motorisés groupes de reconnaissance      | Blanc                                | Gefreiter                            |
| Blindés                                            | Rose                                 | Stabs-Oberfaehnrich (de)             |
| Génie Train Unités techniques Services chimiques   | Noir                                 | Feldwebel                            |
| Transmissions                                      | Jaune                                | Oberleutnant                         |
| Services de l'arrière Logistique                   | Vert foncé                           | Major                                |
| Musique militaire                                  | Blanc                                | Oberstleutnant                       |
| Parachutistes                                      | Orange                               | Oberfaehnrich (de)                   |
| Artillerie DCA Techniciens en missiles et en armes | Rouge tuile                          | Hauptmann                            |
| Objecteurs de conscience                           | Olive                                |                                      |

| Luftstreitkräfte (Forces aériennes) | Luftstreitkräfte (Forces aériennes) | Luftstreitkräfte (Forces aériennes) |
| Grades                              | Couleur                             | Exemple d'insignes                  |
| ----------------------------------- | ----------------------------------- | ----------------------------------- |
| Officiers généraux                  | Bleu ciel                           | Lieutenant general                  |
| Force aérienne                      |                                     | Lieutenant                          |
| Force aérienne                      |                                     | Stabsgefreiter                      |
| Force de défense aérienne (de)      | Gris clair                          |                                     |

La marine avait depuis sa fondation des uniformes qui s'appuyaient fortement sur ceux de l'ex-Kriegsmarine, à savoir en drap bleu foncé à double rangée de boutons dorés, sans revers de col, et la couleur de l'arme était bleu foncé. L'aviation embarquée faisait exception, avec des revers de col bleu clair et des épaulettes passepoilées de bleu clair sur le fond bleu foncé de l'uniforme de la marine.
| Volksmarine (Marine)          | Volksmarine (Marine) | Volksmarine (Marine)                           |
| Grades                        | Couleur              | Exemple d'insignes                             |
| ----------------------------- | -------------------- | ---------------------------------------------- |
| Amiraux                       | Bleu marine          | Flottenadmiral à Konteradmiral                 |
| Officiers                     |                      | Kapitän zur See à Unterleutnant (zur See) (de) |
| Warrant officers (comparable) |                      | Stabsoberfähnrich à Fähnrich (de)              |
| Officiers mariniers           |                      | Stabsobermeister (de) à Maat                   |
| Marins                        |                      | Stabsmatrose (de) to Matrose                   |

Les troupes frontalières avaient depuis le temps de leur rattachement à la NVA (1962-1974), des uniformes qui ressemblaient à ceux de la NVA. Cependant le bord de la casquette était une couleur de l’arme, vert foncé, plutôt que le gris de l'uniforme. Ceci était aussi valable pour les uniformes de marine des gardes-frontières embarqués (sur les lacs et eaux intérieures).
| Grenztruppen der DDR (Troupes frontalières) | Grenztruppen der DDR (Troupes frontalières) | Grenztruppen der DDR (Troupes frontalières) |
| Grades                                      | Couleur                                     | Exemple d'insignes                          |
| ------------------------------------------- | ------------------------------------------- | ------------------------------------------- |
| Général                                     | Vert                                        | Major general                               |
| Officiers, Warrant officers (comparable)    |                                             | Warrant officer                             |
| Sergents et hommes du rang                  |                                             | Unterfeldwebel (en)                         |

Il y avait aussi des combinaisons plutôt obscures comme celles des uniformes des groupes aériens des gardes-frontières côtiers : ceux-ci portaient sur l'uniforme normal de la marine des revers vert clair avec les insignes des forces aériennes.
Les employés du ministère de la Sécurité d'État (du régiment de la garde, précédemment « Felix Dzerzynski ») portaient, bien que ne faisant pas partie de la NVA, les mêmes uniformes que celle-ci. La couleur de leur arme était le rouge bordeaux.

## Tradition militaire

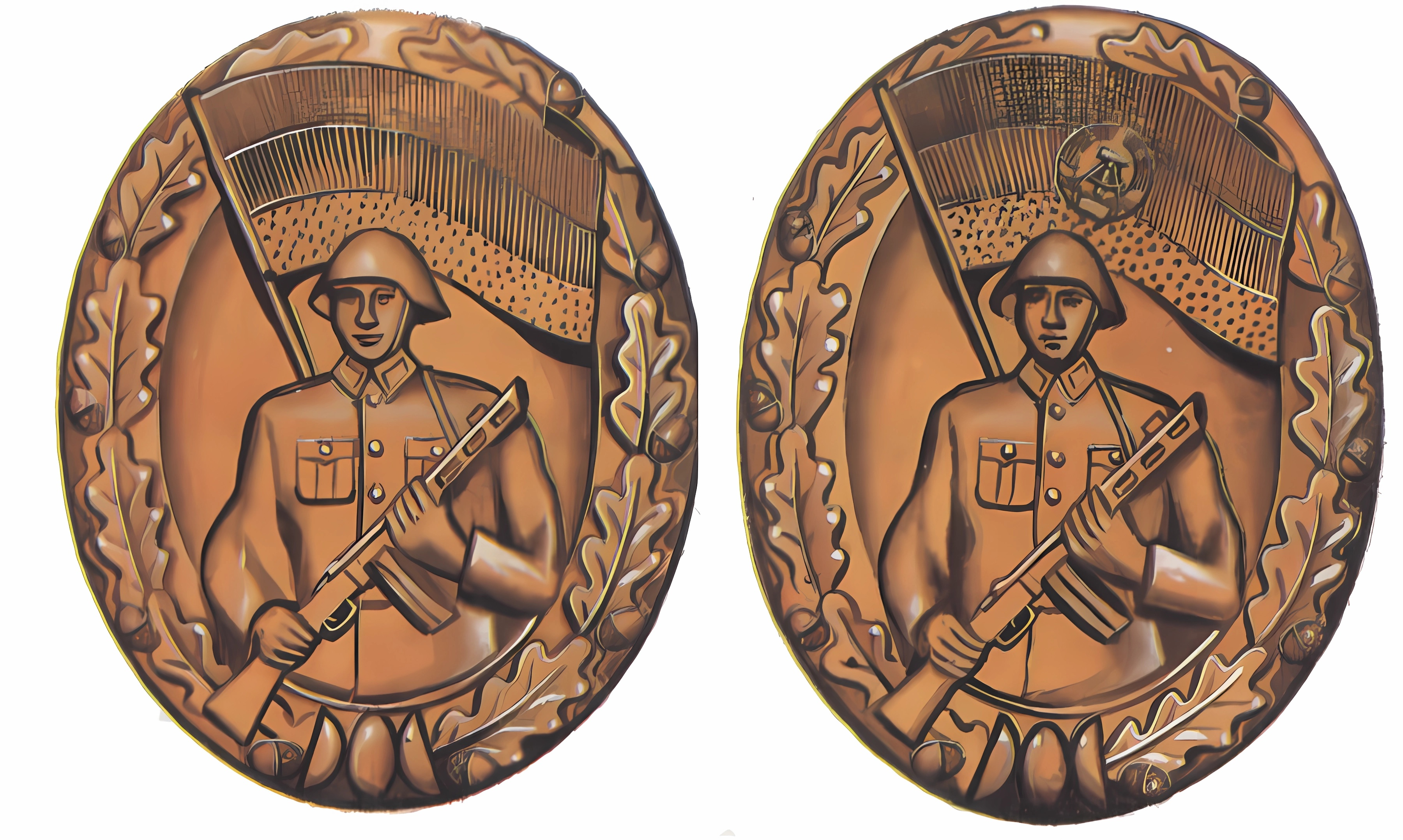
Insigne de mérite de l'Armée nationale populaire, 1956-1959 et 1959-1989

La NVA avait pour traditions militaires les combats de la guerre des Paysans allemands (1525), les guerres de libération anti-napoléoniennes (1813), et les révolutions de 1848 et 1918 ; en outre, les Brigades internationales (1936) et le « sauvetage de la liberté par la NVA le 13 août 1961 » (construction du mur de Berlin). La tradition prussienne était cultivée sous la forme de la retraite aux flambeaux et du pas de l'oie, sous le nouveau nom de « pas d'exercice » (voir photo en tête de l'article).
Mais pour les forces armées maritimes (plus tard la Marine populaire, Volksmarine), il n'y avait guère que la révolution des marins de Kiel en 1918 et la part prise par la « division de marine populaire » à la révolution de 1918 à Berlin comme seule base de tradition militaire officielle dans l'histoire de la Marine. Ceci paraissait cependant insuffisant pour fonder sa dignité et sa fierté. Par ailleurs, les tentatives pour prendre en considération d'autres scènes d'une histoire maritime assez pauvre en Allemagne, ou de destins isolés de marins allemands furent toujours rejetées par la direction politique comme « politiquement inappropriées ».
Lors de l'effondrement du régime est-allemand, les occidentaux découvrirent que, dans les années 1970, le gouvernement de RDA avait créé une décoration appelée « Maréchal Blücher », en souvenir du vainqueur de la bataille de Leipzig, en 1813. Cette décoration ne pouvait être délivrée qu'à un officier général de la NVA ayant commandé en chef dans le cas d'une guerre contre l'Otan.

## L'ensemble musical de la Nationale Volksarmee: L’Erich-Weinert-Ensemble
Durant toute son histoire, la NVA a possédé un ensemble musical se nommant « Erich-Weinert-Ensemble » notamment composé d'un chœur d'hommes afin d'interpréter divers chants militaires lors d'évènements culturels important en RDA.